# Tour de France Femmes
Tour de France Femmes (eller Tour de France Femmes avec Zwift af sponsorårsager) er et etapeløb i landevejscykling for kvinder, der bliver kørt for første gang i juli 2022. Det arrangeres af Amaury Sport Organisation, som også er arrangør af herrernes Tour de France. Løbet blev fra starten en del af UCI Women's World Tour. Det var første gang kvinderne fik en version af Tour de France siden 1989. 
En første udgave af kvindernes Tour de France blev arrangeret i 1955 af Jean Leulliot. Løbet bestod af fem etaper, og 41 kvinder var til start. Vinderen var Millie Robinson fra Isle of Man. Løbet blev ikke afviklet året efter.
Fra 2014 til 2021 blev der kørt éndagsløbet La course by Le Tour de France.

## Vindere af Tour de France Femmes
| År   | Vinder               | Toer           | Treer                |
| ---- | -------------------- | -------------- | -------------------- |
| 2022 | Annemiek van Vleuten | Demi Vollering | Katarzyna Niewiadoma |
| 2023 | Demi Vollering       | Lotte Kopecky  | Katarzyna Niewiadoma |
| 2024 | Katarzyna Niewiadoma | Demi Vollering | Pauliena Rooijakkers |
| 2025 |                      |                |                      |
| 2026 |                      |                |                      |

## Tidligere udgaver af "kvindernes Tour de France"

### Tour de France Féminin og Tour de la CEE Féminin
| År                     | Vinder               | Toer                 | Treer                   |
| Tour de France Féminin |                      |                      |                         |
| ---------------------- | -------------------- | -------------------- | ----------------------- |
| 1955                   | Millie Robinson      | June Thackerey       | Marie-Jeanne Donabedian |
| 1984                   | Marianne Martin      | Heleen Hage          | Deborah Schumway        |
| 1985                   | Maria Canins         | Jeannie Longo        | Cécile Odin             |
| 1986                   | Maria Canins         | Jeannie Longo        | Inga Thompson           |
| 1987                   | Jeannie Longo        | Maria Canins         | Ute Enzenauer           |
| 1988                   | Jeannie Longo        | Maria Canins         | Elizabeth Hepple        |
| 1989                   | Jeannie Longo        | Maria Canins         | Inga Thompson           |
| Tour de la CEE Féminin |                      |                      |                         |
| 1990                   | Catherine Marsal     | Leontien van Moorsel | Astrid Schop            |
| 1991                   | Astrid Schop         | Leontien van Moorsel | Roberta Bonanomi        |
| 1992                   | Leontien van Moorsel | Heidi Van de Vijver  | Roberta Bonanomi        |
| 1993                   | Heidi Van de Vijver  | Leontien van Moorsel | Aleksandra Koliaseva    |

### Tour Cycliste Féminin og Grande Boucle Féminine
| År                                    | Vinder               | Toer                 | Treer                  |
| Tour Cycliste Féminin                 |                      |                      |                        |
| ------------------------------------- | -------------------- | -------------------- | ---------------------- |
| 1992                                  | Leontien van Moorsel | Jeannie Longo        | Heidi Van de Vijver    |
| 1993                                  | Leontien van Moorsel | Marion Clignet       | Heidi Van de Vijver    |
| 1994                                  | Valentina Polkhanova | Rasa Polikevičiūtė   | Cécile Odin            |
| 1995                                  | Fabiana Luperini     | Jeannie Longo        | Luzia Zberg            |
| 1996                                  | Fabiana Luperini     | Rasa Polikevičiūtė   | Jeannie Longo          |
| 1997                                  | Fabiana Luperini     | Barbara Heeb         | Linda Jackson          |
| 1998                                  | Edita Pučinskaitė    | Fabiana Luperini     | Alessandra Cappellotto |
| Grande Boucle Féminine Internationale |                      |                      |                        |
| 1999                                  | Diana Žiliūtė        | Valentina Polkhanova | Edita Pučinskaitė      |
| 2000                                  | Joane Somarriba      | Edita Pučinskaitė    | Géraldine Löewenguth   |
| 2001                                  | Joane Somarriba      | Fabiana Luperini     | Judith Arndt           |
| 2002                                  | Zinaida Stahurskaia  | Susanne Ljungskog    | Joane Somarriba        |
| 2003                                  | Joane Somarriba      | Nicole Brändli       | Judith Arndt           |
| 2004                                  | Ikke arrangeret      | Ikke arrangeret      | Ikke arrangeret        |
| 2005                                  | Priska Doppmann      | Edwige Pitel         | Christiane Soeder      |
| 2006                                  | Nicole Cooke         | Maryline Salvetat    | Tatsiana Sharakova     |
| 2007                                  | Nicole Cooke         | Priska Doppmann      | Emma Pooley            |
| 2008                                  | Christiane Soeder    | Karin Thürig         | Nicole Cooke           |
| 2009                                  | Emma Pooley          | Christiane Soeder    | Marianne Vos           |